# Luchtmassabui
Een luchtmassabui, ook wel warmteonweer, is een bui die zich ontwikkelt in koude massa achter een koufront. Aan de rand van de daar aanwezige cellen is een stijgstroom waardoor cumuluswolken ontstaan, terwijl het in het midden van de cellen onbewolkt is door de daalstromen. Er is hierbij weinig verticale windschering. De wolken kunnen hierna uitgroeien tot cumulonimbus met neerslag. Vaak krijgen de koude daalstromen al snel de overhand, waardoor de bui zijn voedingsbron van warme stijgstromen verliest. Over het algemeen vindt dit binnen een half uur plaats, maar doordat er vaak meerdere cellen zijn, kan dit buiencomplex voor enige uren neerslag zorgen.